# 乔丹·莫里斯
乔丹·莫里斯（英語：Jordan Morris，1994年10月26日—），美国男子足球运动员，场上位置是前锋。他曾代表美国国家队参加2022年国际足联世界杯，结果队伍止步十六强。